# Supercoppa francese 2017 (pallavolo maschile)
La Supercoppa francese 2017 si è svolta il 7 ottobre 2017: al torneo hanno partecipato due squadre di club francesi e la vittoria finale è andata per la prima volta allo Chaumont Volley-Ball 52 Haute-Marne.

## Regolamento
Le squadre hanno disputato una gara unica.

## Squadre partecipanti
| Squadra         | Qualificazione                      | Ultima partecipazione    |
| --------------- | ----------------------------------- | ------------------------ |
| Chaumont        | Vincitrice Ligue A 2016-17          | Debutto                  |
| Gazélec Ajaccio | Vincitrice Coppa di Francia 2016-17 | Supercoppa francese 2016 |

## Torneo
| 7 ottobre 2017 Palais des Sports, Mulhouse Durata: 1h:45 - Spettatori: ? | Chaumont | 3 - 1 | Gazélec Ajaccio | 16-25, 25-23, 25-13, 25-20 |